# مقایسه احکام غذایی اسلام و یهودیت
احکام غذایی اسلامی (حلال) و یهودی (کوشر) هر دو بسیار مفصل اند و نقاط تشابه و تفاوت دارند. گرچه هر دو دین ابراهیمی اند، ریشه‌های متفاوتی دارند: توضیح احکام اسلامی در قرآن و یهودیت در تلمود آمده‌است.

## طبق بندی مواد

### تشابهات
در هر دو گوشت خوک ممنوع است. حیوانات کوشر بسیاری، چون گاویان، حلال هم هستند. کوشر مصرف دوزیستان را ممنوع و اسلام شدیداً ممنوع می‌کند (مثلاً قورباغه).
آبزیان برای کوشر بودن باید فلس و باله داشته باشند. بیشتر مکاتب اسلامی معتقد به این مسئله‌اند که همه مخلوقات دریایی حلال‌اند. سنیان حنفی (که اکثریت مسلمانان را تشکیل می‌دهند) دقیقاً همان قانون کوشر را اجرا می‌کنند. شیعیان همین قانون را عمل می‌کنند با این تفاوت که برخی سخت پوستان و میگوها را هم حلال می‌دانند.

### تفاوت‌ها
غذا برای حلال بودن نباید هیچ نوع الکلی داشته باشد. کوشر جز شراب انگور و آب انگور (که باید تحت نظر یهودی تولید شود) هر نوع الکل را مجاز می‌داند مادامی که بقیه محتویاتش حلال باشد.
فهرست حیوانات ممنوع کوشر محدودکننده تر است. سم حیوان باید دوتایی باشد و نشخوار بکند. حلال فقط لازم می‌داند که حیوان برگ و علف بخورد. سنی غیرحنفی هر نوع غذای دریایی را مجاز می‌داند. 
کوشر قائل به جدا شدن محصولات لبنی و گوشتی ست گرچه حتی هریک جداگانه کوشر بوده باشند.

## ذبح
شحیطه یهودی و ذبیحه اسلامی هر دو معتقد به بریدن گردن حیوان در یک حرکت با قطع شاهرگهای اصلی او یند. هر دو لازم می‌دارند که از طناب نخاعی هنگام ذبح اجتناب شود و خون حیوان کاملاً تخلیه شود.
هنگام ذبیحه باید نام خدا برده شود. برخی مسلمانان کوشر را حلال ولی غیر ذبیحه می‌دانند.